# Xã Watson, Michigan
Xã Watson (tiếng Anh: Watson Township) là một xã thuộc quận Allegan, tiểu bang Michigan, Hoa Kỳ. Năm 2010, dân số của xã này là 2.063 người.